# Burgstelle Mandach
Die Burgstelle Mandach ist eine abgegangene mittelalterliche Höhenburg im Kanton Zürich in der Schweiz.

## Lage
Die Burgstelle liegt 100 m östlich von Regensberg etwas unterhalb des mittelalterlichen Städtchens auf dem Grat des Lägern in einer Höhe von 591 m ü. M. Sie ist vom Regensberg oder von der Bushaltestelle Hirsmühle bei Dielsdorf in 10 Minuten zu Fuss zu erreichen. Die erste Etappe des Jurahöhenweges führt an der Burgstelle vorbei.

## Geschichte

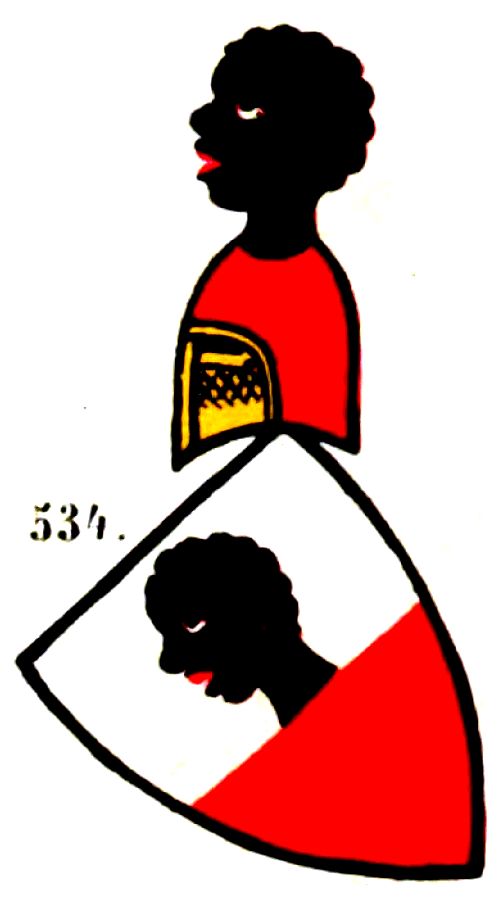
Wappen der Mandacher

Das Ministerialgeschlecht der Mandacher stand im Dienste der Grafen von Froburg, der Freiherren von Regensberg und des Bischofs von Konstanz. Im Jahre 1218 wurde erstmals ein miles dictus villicus de Mandach genannt, der eine Verwaltungsfunktion hatte. Sie werden im Zusammenhang mit dem Dorf Mandach bei Brugg im Zeitraum zwischen 1218 und 1227 in Dokumenten erwähnt. Das Wappen der Mandacher war Rot mit Mohr und Schwarz.
Es wird angenommen, dass der 1244 genannte Ulrich I. von Mandach bei Brugg in die Burg auf dem Lägern zog, die vielleicht nur aus einem Wohnturm bestand. Der Umzug fand möglicherweise noch vor der Gründung von Neu-Regensberg im Jahre 1245 statt. Die Regensberger vergaben Lehen an die Mandacher, die in Regensdorf und in Obersteinmaur lagen. Nach dem Niedergang der Regensberger wurden deren Besitzungen an die Habsburger verkauft. Trotzdem blieben die Mandacher im Städtchen ansässig und stellte den Schultheissen. Der letzte Mandacher verschwand um 1323 aus dem Zürcher Unterland.
Die Burg Mandach wurde im 14. Jh. aufgegeben und war 1412 bereits eine Ruine. Bis Mitte des 16. Jh. waren noch grosse Mauerteile vorhanden, die in der Darstellung des Historikers Johannes Stumpf noch sichtbar aus dem Wald ragten. Bei 1805 durchgeführten Grabungen konnte nichts mehr gefunden werden.

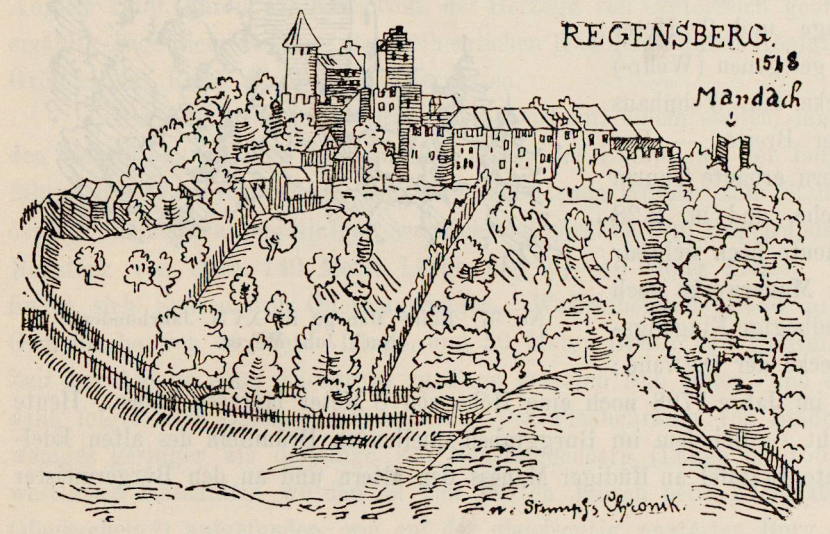
Regensberg mit der Ruine Mandach am rechten Rand, Darstellung nach der Stumpf-Chronik von 1548

## Bauwerk
Die Burg bestand möglicherweise nur aus einem Wohnturm. Die planierte Fläche, wo die Burg stand, hat die Abmessungen 25 × 20 Meter. Sie ist auf drei Seiten durch Felswände geschützt, einzig im Osten führte der Zugang über einen Halsgraben.